# SS Navemar
Le SS Navemar est un navire cargo à vapeur espagnol connu pour une traversée menée en 1941, au cours de laquelle il transporte 1 120 réfugiés juifs d'Europe jusqu'aux États-Unis, dans des conditions dangereuses : les passagers sont en surnombre et la situation sanitaire est dramatique.
Le SS Navemar est construit en Angleterre en 1921 ; il est propriété d'un Norvégien jusqu'en 1927 puis il passe aux mains d'Espagnols jusqu'à la fin de sa carrière. Un sous-marin italien coule le bâtiment en 1942 dans le détroit de Gibraltar.

## Construction
Armstrong, Whitworth & Co, de Newcastle upon Tyne, construit le navire sous le nom de Frogner pour la société Fearnley and Eger à Oslo ; il est achevé en octobre 1921.
Le bâtiment mesure 124,1 mètres de longueur entre perpendiculaires, 17,8 mètres de largeur et 9,3 mètres de creux sur quille. Le navire disposait de neuf foyers ondulés avec une grille dont l'aire combinée mesurait 17 m2 chauffant trois chaudières à extrémité unique pour une surface de chauffe combinée de 753,6 m2. Ses chaudières fournissaient 180 Livre-force par pouce carré de vapeur à un moteur 3 cylindres à triple expansion de 548 NHP (cheval-vapeur nominal britannique) qui commandaient une hélice simple.

## Carrière de 1921 à 1941
En 1927, Ybarra y Compania de Séville achète le bateau et le rebaptise Cabo Mayor. En 1932, Compañía Española de Navegación Marítima l'acquiert et le dote du nom Navemar.
Le 22 décembre 1932, le Navemar entre en collision avec le vapeur français Bernardin de St. Pierre à Marseille et s'échoue,. Il est ensuite remis en état.
En 1937-1938, le Navemar fait l'objet d'un procès aux États-Unis entre le gouvernement de la république d'Espagne et l'équipage, qui s'efforce d'empêcher que le bâtiment ne soit réquisitionné lors de la guerre d'Espagne. La Cour suprême des États-Unis se prononce en faveur du gouvernement espagnol.

## Transport de réfugiés
En 1941, l'American Jewish Joint Distribution Committee (AJJDC) cherche désespérément à sauver des réfugiés juifs issus d'Allemagne, d'Autriche et de Tchécoslovaquie pour les soustraire aux persécutions du Troisième Reich. Nombre de réfugiés sont détenteurs de visas américains sur le point d'expirer. Les interlocuteurs de l'AJJDC conseillent aux réfugiés de se rendre à Séville, où le Navemar est loué pour traverser l'Atlantique. Les rares billets de cabines pour passagers se vendent à des montants exorbitants. Le capitaine met à disposition sa propre cabine et facture 2 000 $ à tous ceux qui parviennent à se glisser dans cet espace réduit. Des couchettes sont installées dans la cale répugnante, qui avait précédemment transporté du charbon. Malgré des tentatives pour nettoyer le bateau, le temps a manqué pour venir à bout de cette tâche.
Le Navemar quitte Séville le 7 août 1941. Il fait escale à Lisbonne, où l'ambassade américaine prolonge de nombreux visas. Après une escale à La Havane, le bateau parvient à New York le 12 septembre 1941. Pendant cette traversée de sept semaines, de nombreux passagers ont contracté le typhus, dont six en sont morts.

## Fin de carrière

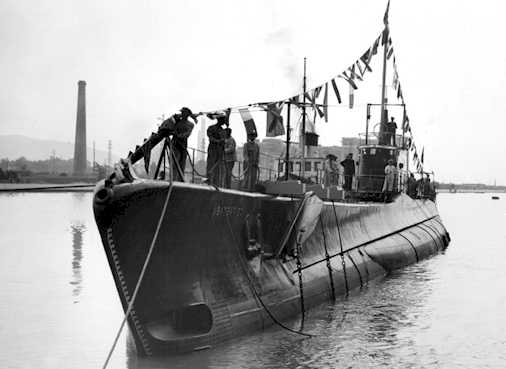
Le sous-marin italien Agostino Barbarigo de classe Marcello, qui coule le Navemar en 1942.

Après la traversée des réfugiés, le Navemar retourne à la marine marchande. Le 23 janvier 1942, le sous-marin italien Agostino Barbarigo torpille et coule le navire dans le détroit de Gibraltar,.